# Alfareros (escultura)
La escultura urbana conocida por el nombre Alfareros, ubicada en Faro,núcleo poblacional a cuatro quilómetros de  la ciudad de Oviedo, Principado de Asturias, España, es una de las más de un centenar que adornan las calles de la mencionada ciudad española.
El paisaje urbano de esta ciudad,  se ve adornado por  obras escultóricas, generalmente monumentos conmemorativos dedicados a personajes de especial relevancia en un primer momento, y más puramente artísticas desde finales del siglo XX.
La localidad de Faro, que  es un importante centro alfarero, está situada en el concejo de Oviedo, a cuatro quilómetros de la capital, Oviedo; fue el centro elegido por el Ministerio de Cultura para ubicar una escultura homenaje a la labor de este gremio artesanal de los alfareros. Se desconoce el nombre del autor, aunque se sabe se inauguró en 1982.